# قضاء حجور
قضاء حجور أحد أقضية لواء الحديدة التابع لولاية اليمن في العهد العثماني، حيث قسمت الدولة العثمانية ما كانت تحكمه من ولاية اليمن إلى أربعة ألوية رئيسية، ويندرج تحته عدد من الأقضية، ويشمل كل قضاء عدة مخاليف أو النواحي.
تنقسم حجور لثلاثة أقسام: حجورالشام ، وحجور اليمن، وحجور كشر...
ومن نواحي القضاء: المحابشة ، عاهم ،عبس ....